# Cascada de las Siete Hermanas
Las Siete Hermanas (noruego: De Syv Søstrene o Dei Sju Systrene, también conocida como Knivsflåfossen) es la 39.ª cascada más alta en Noruega. La cascada consta de siete corrientes separadas, y la más alta de las siete tiene una caída libre de 250 metros.
Se encuentra en el Fiordo de Geiranger en el municipio de Stranda, situado en el condado de Møre og Romsdal (Noruega). La cascada está justo al sur de la histórica granja de Knivsflå, al otro lado del fiordo desde la vieja granja de Skageflå. La cascada se encuentra a unos 6,5 kilómetros al oeste de la localidad de Geiranger. Forma parte del bien natural de los Fiordos del oeste de Noruega - Geirangerfjord y Nærøyfjord como Patrimonio de la Humanidad.

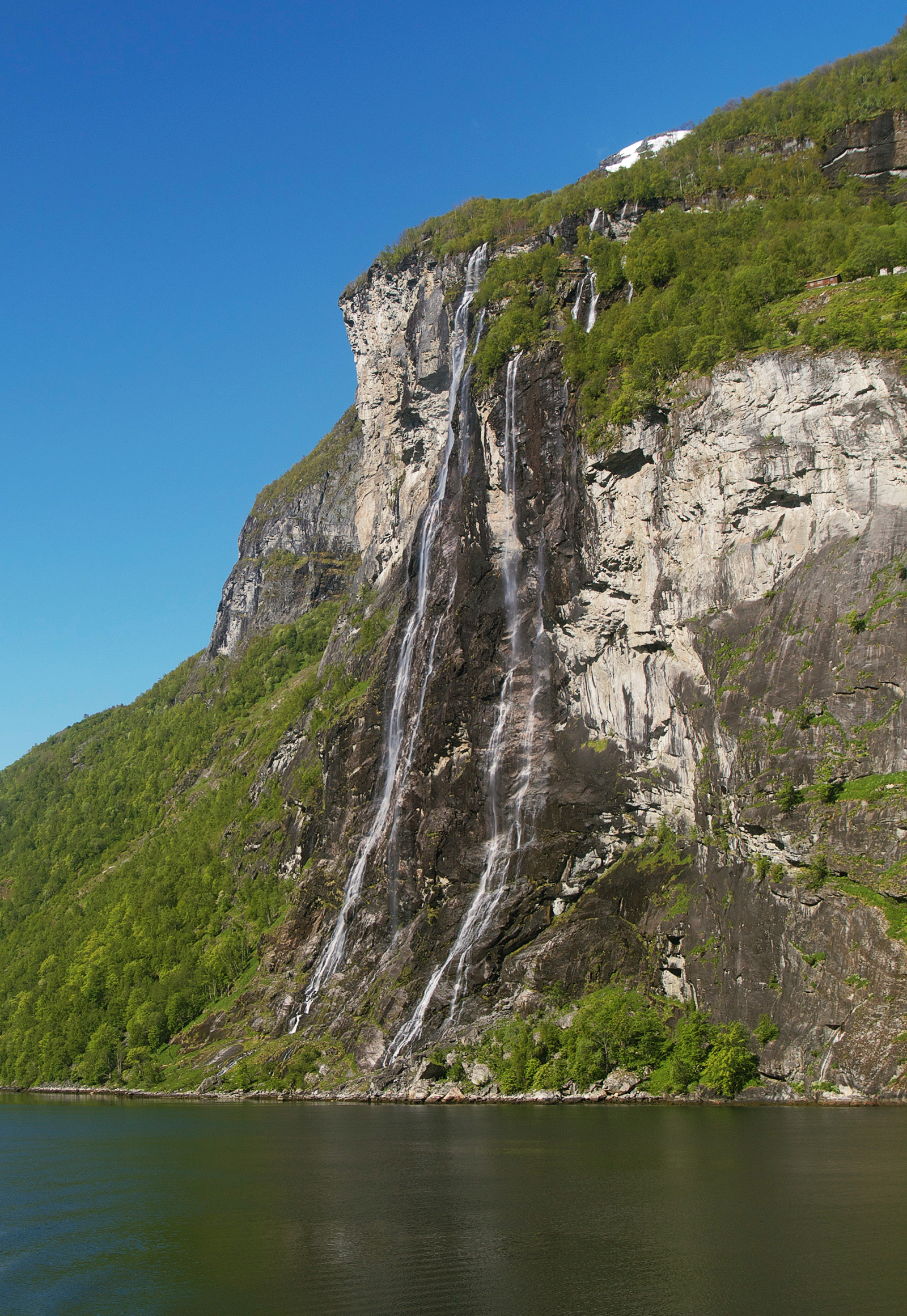
Vista de la Cascada de las Siete Hermanas.

## Nombre
"Las Siete Hermanas" (noruego: De Syv Søstrene o Dei Sju Systrene) está localizada en el lado norte del fiordo de Geiranger, y directamente al otro lado del fiordo se encuentra una cascada de una sola corriente llamada El Pretendiente (en noruego: De Syv Søstrene o Dei Sju Systrene). La leyenda de las siete hermanas cuenta que bailan alegremente mientras descienden. Entretanto, al otro lado del fiordo, el pretendiente coquetea alegremente con ellas a lo lejos.